# Archelon ischyros
Archelon (il cui nome significa "prima/antica tartaruga") è un genere estinto di tartaruga marina vissuta nel Cretaceo superiore (Campaniano- Maastrichtiano), in quelle che oggi sono le Pierre Shale, in Dakota del Sud.
Il genere contiene una singola specie, ossia A. ischyros, che rappresenta la più grande tartaruga mai documentata, il cui esemplare più grande conosciuto misura 4,60 metri (15 piedi) dalla testa alla coda, 4 metri (13 piedi) da pinna a pinna, per un peso di 2.200 kg (4.900 libbre). In passato, il genere conteneva anche le specie A. marshii e A. copei, sebbene entrambe siano state riassegnate rispettivamente a Protostega e Microstega. Il genere fu nominato nel 1895 dal paleontologo americano George Reber Wieland sulla base di uno scheletro rinvenuto in Dakota del Sud, inserendolo nella famiglia Protostegidae, una famiglia di tartarughe marine estinte. La tartaruga liuto (Dermochelys coriacea) una volta era considerata la sua parente vivente più stretta, ma ora si ritiene che Protostegidae sia un lignaggio completamente separato da qualsiasi tartaruga marina vivente.
Archelon possedeva un carapace coriaceo invece del guscio duro della maggior parte delle tartarughe marine odierne. Il carapace potrebbe essere stato caratterizzato da una fila di piccole creste ognuna con una punta alta 2,5-5 centimetri (1-2 pollici). Archelon possedeva un becco particolarmente uncinato e le fauci erano perfettamente adattate alla frantumazione, quindi è probabile che la sua dieta consistesse in crostacei e molluschi dal guscio duro, cacciandoli mentre si muoveva lentamente sul fondale marino. Il suo becco sarebbe stato anche in grado di tagliare la carne, e l'animale era in grado di raggiungere una discreta velocità grazie alle sue grandi pinne, rendendolo un possibile predatore dell'oceano aperto. Abitava la parte settentrionale del mare interno occidentale, un'area il cui clima era più rigido, in cui vivevano anche plesiosauri, mosasauri ed hesperornithiformi. La sua estinzione potrebbe essere stata dovuta al restringimento del suo habitat, l'aumento di predatori per le uova e dei piccoli, o l'eccessivo raffreddamento del clima.

## Descrizione

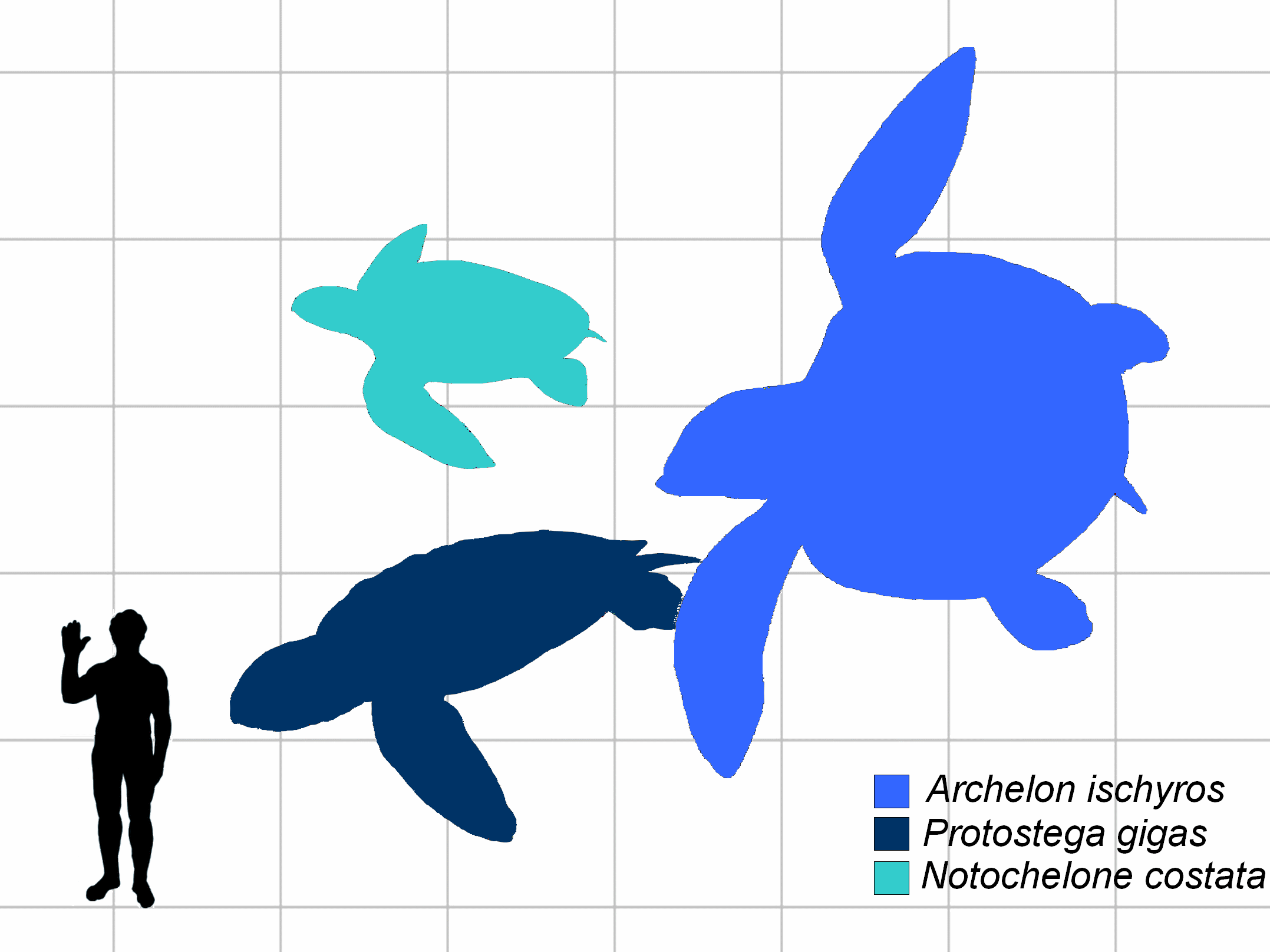
Dimensioni di Notochelone (blu chiaro), Protostega (blu scuro), e Archelon

L'olotipo di Archelon misura 3,52 metri dalla testa alla coda, con la testa che da sola misura 60 centimetri, il collo 72 centimetri, l'insieme delle vertebre toraciche 1,35 metri, il sacro 15 centimetri e la coda 70 centimetri. Il più grande esemplare noto, soprannominato Brigitta, misura circa 4,60 metri (15 piedi) dalla testa alla coda, e 4 metri (13 piedi) da pinna a pinna, e in vita avrebbe raggiunto un peso di circa 2.200 kg (4.900 kg libbre).
Archelon possedeva una testa distintamente allungata e stretta. Aveva un becco adunco ed uncinato che probabilmente era ricoperto da una guaina cheratinosa in vita, in modo simile al becco dei moderni rapaci. Tuttavia, la parte posteriore del becco è piuttosto smorzata e poco tagliente rispetto alle odierne tartarughe marine. Gran parte della lunghezza della testa deriva dalla premascella allungata, ossia la parte anteriore del becco, e dalla mandibola. Le ossa giugali, le ossa delle guance, a causa della testa allungata, non proiettano come fanno nelle altre tartarughe marine. Le narici sono allungate e poggiano sulla parte superiore del cranio, leggermente posizionate in avanti, e sono insolitamente orizzontali rispetto alle altre tartarughe marine. Le ossa giugali (zigomi) sono arrotondate rispetto a quelle triangolari delle altre tartarughe marine. L'osso articolare, che formava l'articolazione della mascella, era probabilmente pesantemente incassato nella cartilagine. La mascella probabilmente si muoveva in un movimento martellante.

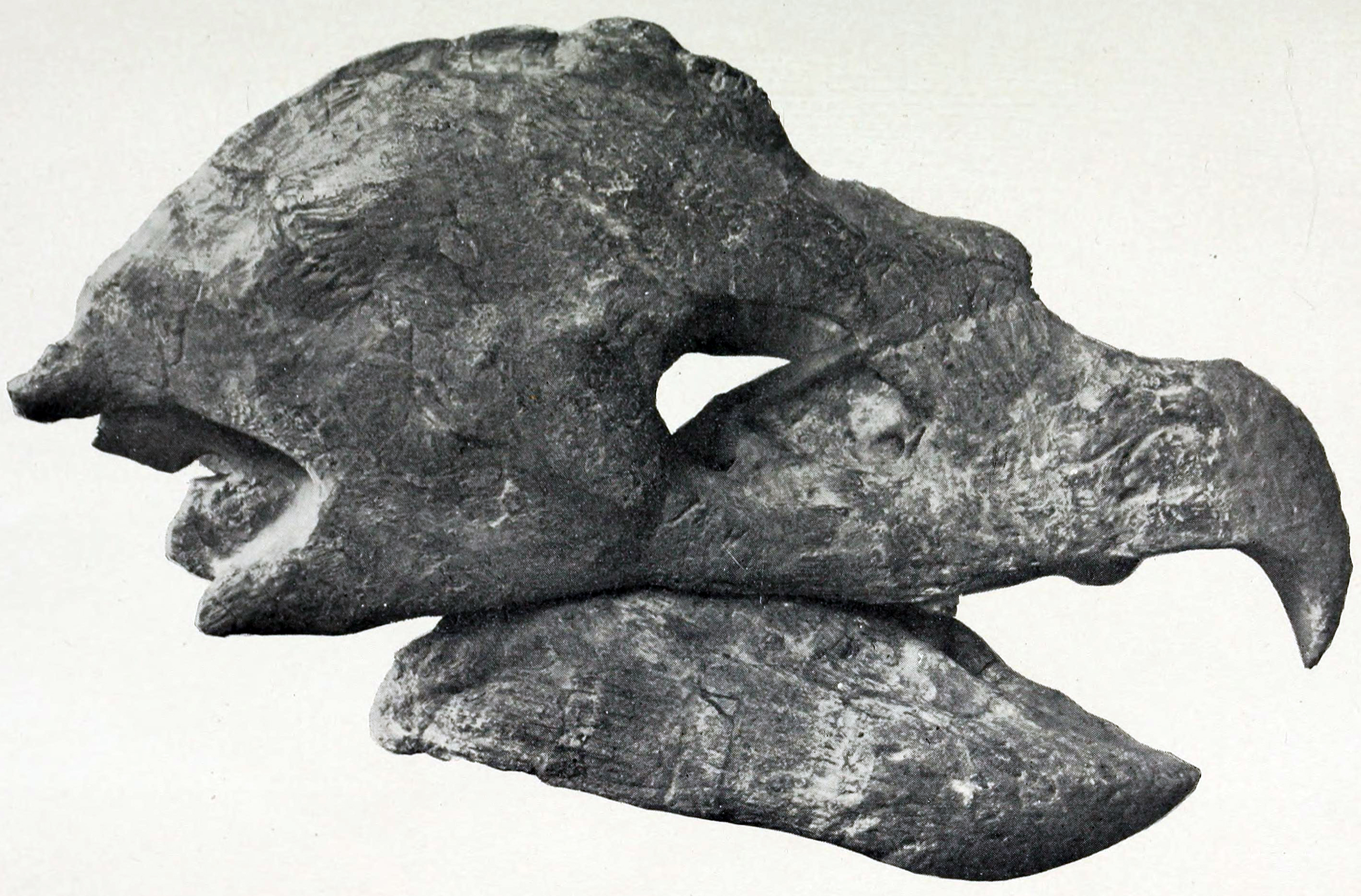
Archelon aveva un becco molto pronunciato ed uncinato

L'olotipo di Archelon presenta solo cinque vertebre cervicali, sebbene è probabile che il collo fosse costituito da otto vertebre; le vertebre sono a forma di X, concave nel lato anteriore e convesso sul lato opposto; la loro struttura indica che i muscoli del collo dovevano essere molto forti. Sono state rinvenute dieci vertebre toraciche, che aumentano di dimensioni fino alla sesta, dopodiché diminuiscono rapidamente in dimensioni, e hanno poca connessione con il carapace. Le tre vertebre del sacro sono corte e piatte. Probabilmente, la coda era composta da diciotto vertebre; le prime 8-10 (probabilmente localizzate nella stessa area del carapace) presentavano archi neurali, mentre le restanti vertebre non ne avevano. La coda dell'animale era molto mobile, e si pensa che la coda fosse in grado di piegarsi ad un angolo di circa 90° orizzontalmente.
L'omero è proporzionalmente massiccio, mentre il radio e l'ulna sono corti e compatti, indicando che l'animale in vita aveva pinne molto grandi e forti. Le pinne, in vita, dovevano avere un'estensione compresa tra i 490 e i 610 centimetri (16-20 piedi). I segni sulle ossa degli arti indicano una rapida crescita dell'animale, molto simile ai ritmi di crescita della tartaruga liuto, la tartaruga dalla crescita più rapida conosciuta, i cui giovani hanno un tasso di crescita medio di 8,5 centimetri (3,3 pollici) all'anno.

### Carapace

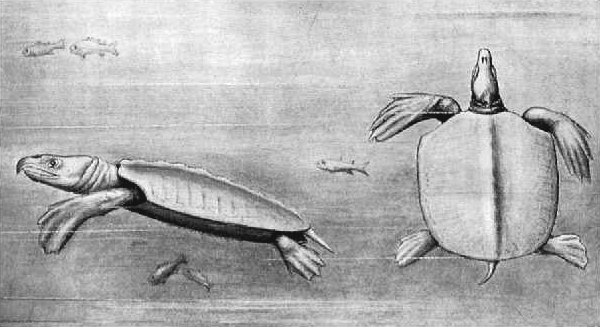
Ricostruzione del paleontologo statunitense Samuel Wendell Williston (1914)

Il carapace comprende su entrambi i lati otto neuralia (le placche più vicine alla linea mediana) e nove pleuralia (le placche che collegano la linea mediana alle costole). Le placche del carapace sono per lo più uniformi nelle dimensioni, con l'eccezione delle due coppie di placche corrispondenti all'ottava vertebra toracica che sono più piccole delle altre, e la placca pygale più vicina alla coda che è più grande. Archelon presentava dieci paia di costole e, come la tartaruga liuto, ma a differenza delle altre tartarughe marine, la prima costola non incontra la prima pleura. Come nelle tartarughe marine, la prima costola è notevolmente più corta della seconda, in questo caso tre quarti della lunghezza. Le costole dalla seconda alla quinta vertebra si proiettano ad angolo retto rispetto alla linea mediana e, nell'olotipo, misurano ciascuna 100 centimetri (3,3 piedi). Una costola aumenta di spessore nella direzione verticale distalmente, man mano che si allontana dalla linea mediana, e le costole sono relativamente più grandi e meglio sviluppate di quelle delle tartarughe marine. Le nervature dalla seconda alla quinta, nell'olotipo, hanno uno spessore di 2,5 centimetri (0,98 pollici) e terminano con uno spessore compreso tra 4-5 centimetri (1,6-2,0 pollici).

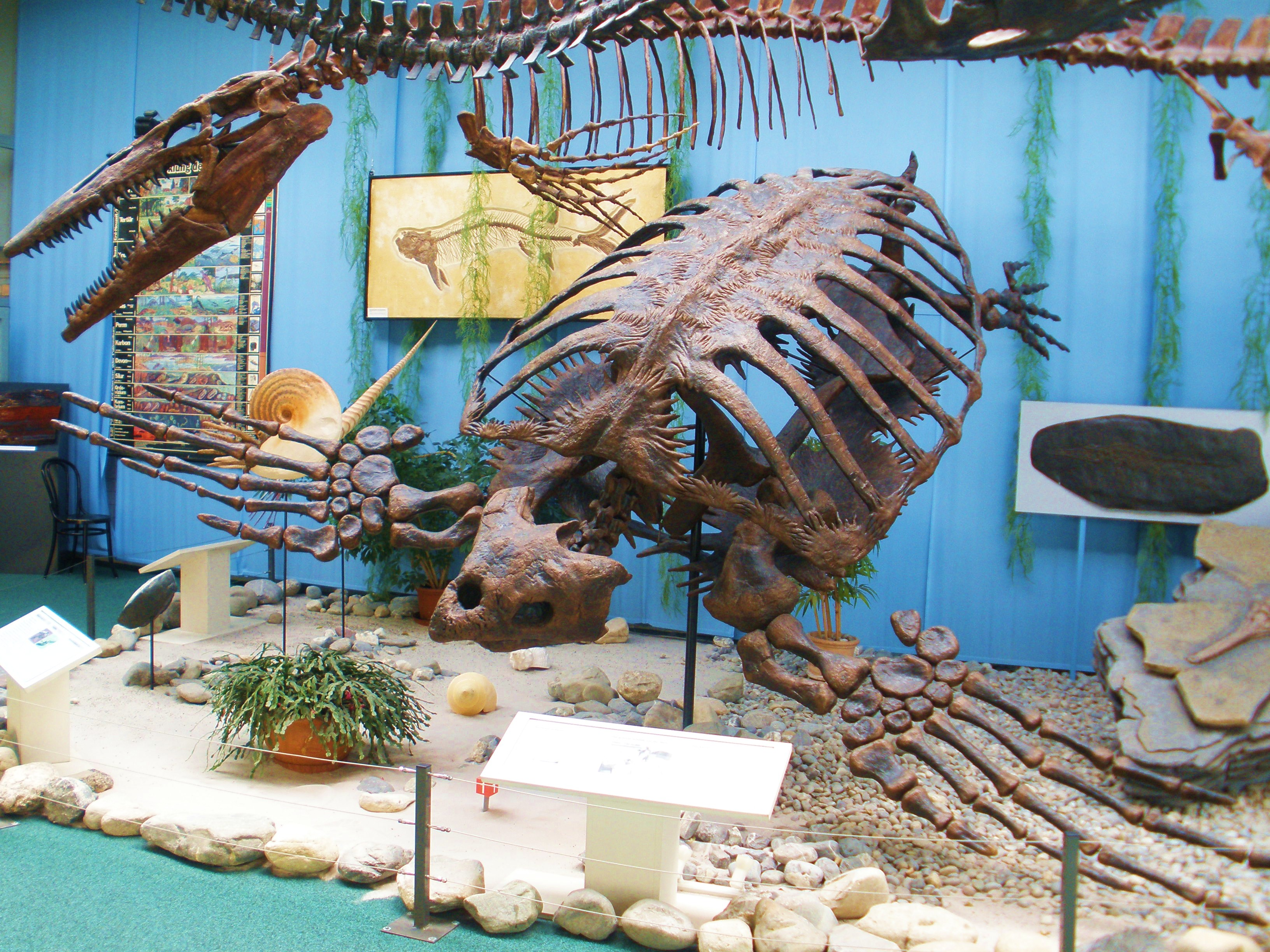
Scheletro fossile completo

La nevralgia e la pleuralia formano suture altamente irregolari e simili a dita dove si incontrano, e una placca può essere stata distesa sull'altra piastra mentre l'osso era ancora in sviluppo e malleabile. La nevralgia e la pleuralia, le porzioni ossee del carapace, sono particolarmente sottili e le costole, in particolare la prima costola e la cintura scapolare, sono insolitamente pesanti e potrebbero aver dovuto sostenere uno sforzo extra per compensare, una condizione osservata anche nelle antiche tartarughe ancestrali. Archelon possedeva strutture osteosclerotiche, dove l'osso è denso e pesante, che probabilmente utilizzava come zavorra in vita simile alle ossa degli arti di balene e altri animali oceanici.
Il carapace, in vita, presentava probabilmente una fila di creste lungo la linea mediana sopra la regione del torace, forse per un totale di sette creste, in cui ogni cresta raggiungeva un picco di 2,5-5 centimetri (1-2 pollici). In assenza di collo agganciato al carapace e piastre pleuriche saldamente congiunte, la pelle sopra il carapace era probabilmente spessa, forte e coriacea per compensare e sostenere adeguatamente la cintura scapolare. Lo stesso tipo di carapace è osservabile nella moderna tartaruga liuto. Il materiale spugnoso è simile alle ossa osservate nei vertebrati che vivono in mare aperto, come delfini o ittiosauri, e, probabilmente, era anche un adattamento per ridurre il peso complessivo.

### Piastrone

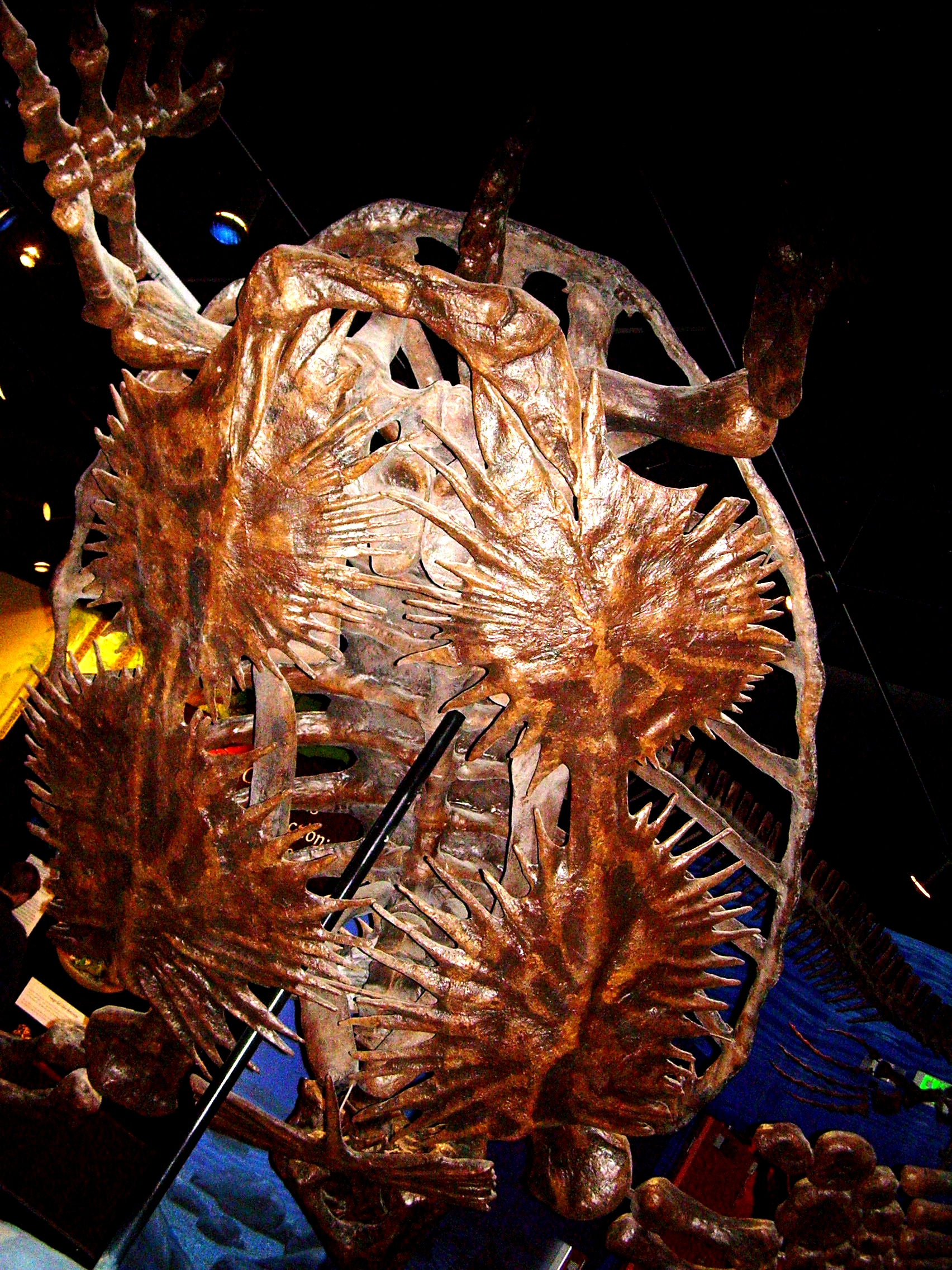
Piastrone di Archelon, al North American Museum of Ancient Life

Il piastrone della tartaruga, la parte inferiore del carapace, comprende, dall'apice alla coda, l'epipiastrone, l'entopiastrone, che è piccolo e incuneato tra il primo e l'hyopiastrone, l'ipopiastrone e infine lo xiphipiastrone. Il piastrone, nel suo insieme, è spesso, e misura, in un esemplare descritto nel 1898, circa 2,10 metri (7 piedi). A differenza del carapace, presenta striature su tutta la superficie.
Nei protostegidi, l'epipiastrone e l'entopiastrone sono fusi insieme, formando una singola unità chiamata "entepipiastrone" o "parapiastrone". Questo entepipiastrone è a forma di T, a differenza degli entopiastroni a forma di Y di altre tartarughe. Il bordo superiore della T si arrotonda tranne che al centro, dove presenta una piccola proiezione. Il lato esterno è leggermente convesso e si piega leggermente al di fuori del corpo. Le due estremità della T si appiattiscono, diventando sempre più sottili man mano che si allontanano dal centro.
Una cresta spessa e continua connette l'hyopiastrone, hypopiastrone e xiphipiastrone. L'hyopiastrone presenta un gran numero di spine che si proiettano lungo tutta la circonferenza. L'hyopiastrone è leggermente ellittico e diventa più sottile man mano che si allontana dal centro prima che le spine eruttino. Le spine crescono spesse e strette verso la parte centrale. Le spine da 7 a 9 che sporgono verso la testa sono corte e triangolari. Le 6 spine centrali sono lunghe e sottili. Le ultime 19 spine sono piatte. Non ci sono segni che indichino il contatto con l'entepipiastrone. L'ipopiastrone è simile all'hyopiastrone, se non per un numero più elevato di spine, per un totale di 54. Lo xiphipiastrone è a forma di boomerang, una caratteristica primitiva in contrasto con quello dritto delle tartarughe moderne.

## Tassonomia

### Storia della scoperta

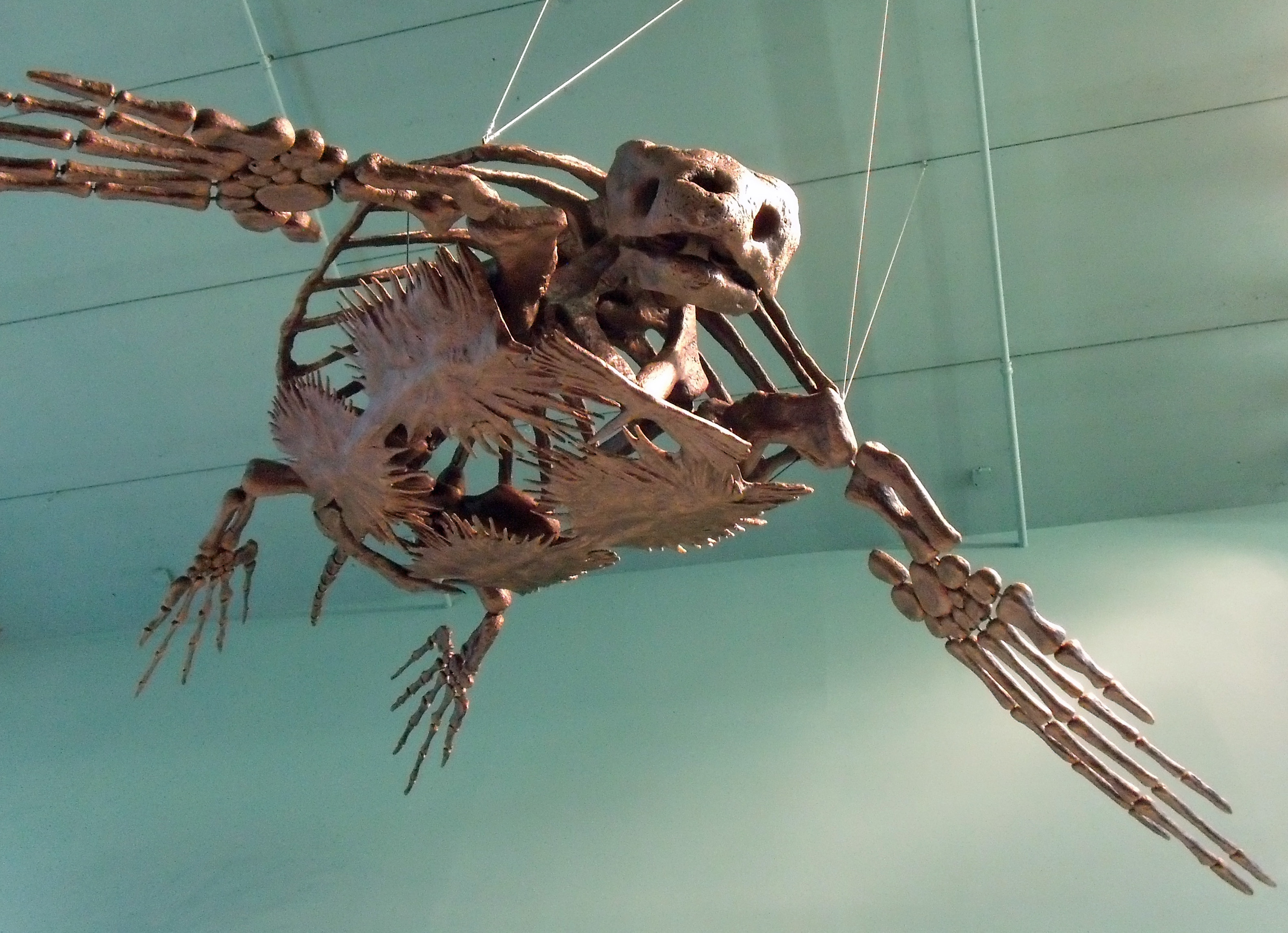
Scheletro di A. ischyros, presso l'Università di Manitoba

L'esemplare olotipico, YPM 3000, venne raccolto nel 1895, nelle Pierre Shale lungo il fiume Cheyenne, nella Contea di Custer, Dakota del Sud, in terreni risalenti al tardo Campanianoo, dal paleontologo americano George Reber Wieland, e descritto da quest'ultimo l'anno successivo sulla base di uno scheletro per lo più completo, ma sprovvisto di cranio. L'esemplare venne nominato Archelon ischyros, il cui nome generico significa, in greco antico, ἀρχη/arkhe ossia "primo/antico", e chελώνη/chelone ossia "tartaruga". Il nome specifico, ischyros deriva invece da ἰσχυρός/ischyros ossia "potente". Wieland inserì l'animale all'interno della famiglia Protostegidae, che all'epoca comprendeva solo i più piccoli Protostega e Protosphargis. Quest'ultimo è ora stato riclassificato nella famiglia Cheloniidae. Un secondo esemplare, un teschio, fu scoperto nel 1897 nella stessa regione.
Nel 1900 Wieland descrisse una seconda specie, A. marshii, da resti raccolti nel 1898 dal paleontologo americano Othniel Charles Marsh, a cui si riferisce il nome specifico, sulla base del fatto che la parte inferiore del carapace (piastrone) era più spessa e l'omero era più dritto. Tuttavia, nel 1909, Wieland lo riclassificò come Protostega marshii. Nel 1902, un terzo esemplare per lo più completo fu raccolto lungo il fiume Cheyenne. Nel 1953 il paleontologo svizzero Rainer Zangerl divise Protostegidae in due famiglie: Chelospharginae e Protosteginae; alla prima furono assegnate Chelosphargis e Calcarichelys e mentre alla seconda Archelon e Protostega. Nello stesso studio, Protostega copei dal Kansas, descritta per la prima volta da Wieland nel 1909 e nominata in onore di Edward Drinker Cope, che per primo eresse la famiglia Protostegidae, fu riclassificata al genere Archelon, come A. copei. Tuttavia, nel 1998, A. copei fu trasferita al nuovo genere, Microstega, come M. copei. Nel 1992, un quarto e il più grande esemplare finora recuperato, soprannominato "Brigitta", venne ritrovato nella contea di Oglala Lakota, nel Dakota del Sud. L'esemplare oggi risiede nel Museo di storia naturale di Vienna.
Nel 2002 un quinto esemplare, uno scheletro parziale, è stato scoperto nelle Pierre Shale del North Dakota, lungo il fiume Cheyenne vicino a Cooperstown.

### Evoluzione

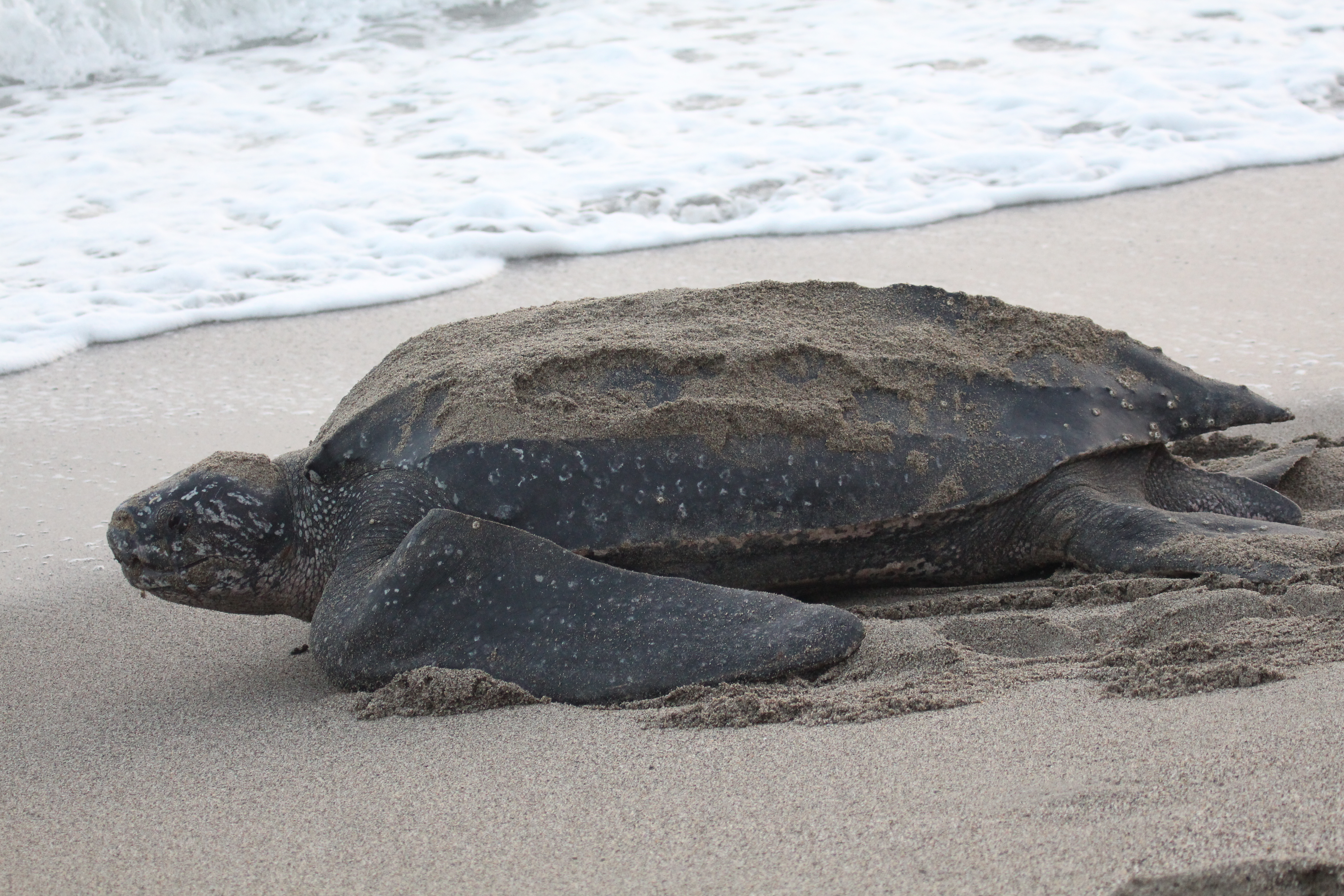
La tartaruga liuto (Dermochelys coriacea) era originariamente considerata la parente vivente più vicina ad Archelon

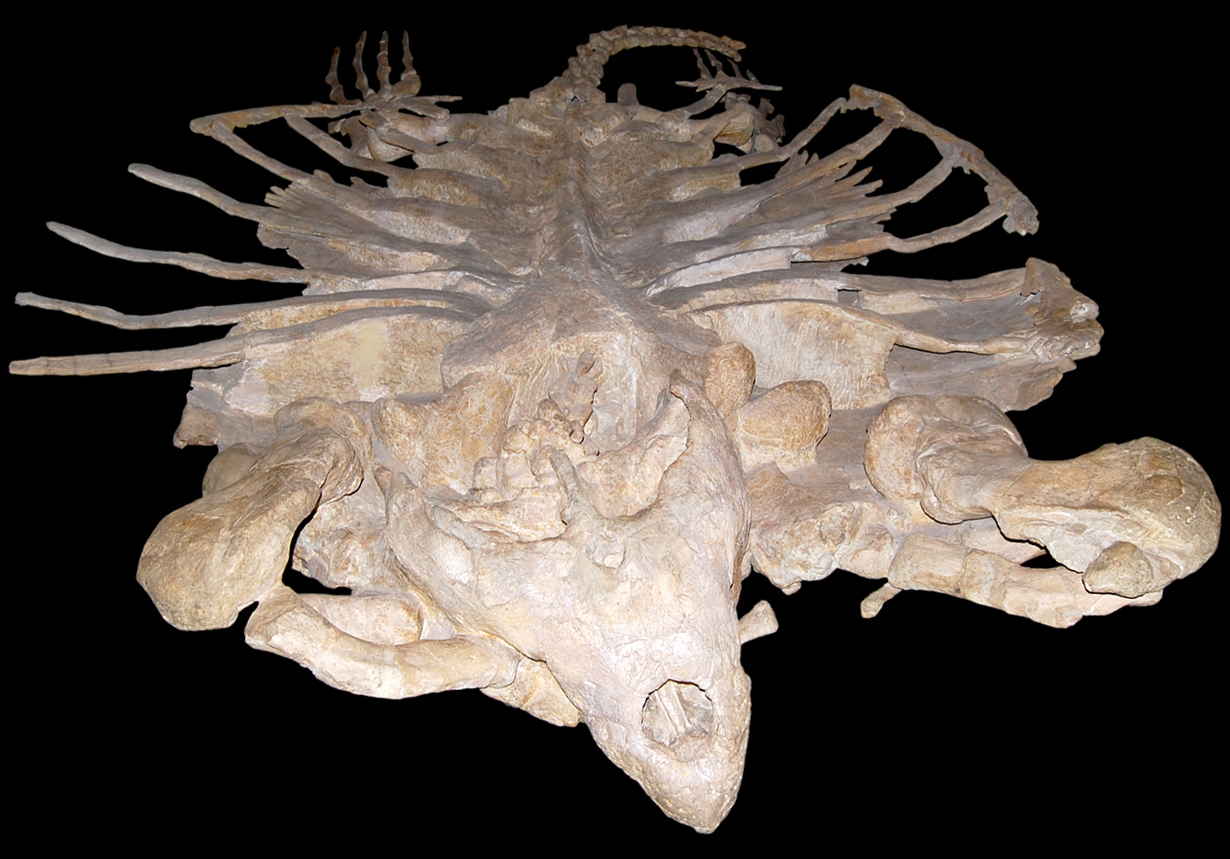
"Brigitta", l'esemplare di Archelon più grande conosciuto, al Museo di storia naturale di Vienna

Il sister group di Protostegidae, in passato, era considerato Dermochelyidae, e quindi il parente vivente più vicino ad Archelon, sarebbe stata la tartaruga liuto (Dermochelys coriacea). Tuttavia, studi filogenetici concludono che i protostegidi rappresentano un lignaggio completamente separato, antico (basale), originatosi nel Giurassico superiore, rimuovendo la famiglia dalla superfamiglia Chelonioidea, che include tutte le tartarughe marine. In questo modello, Archelon non condivide un antenato marino con nessuna tartaruga marina, né moderna né contemporanea.
|  | Ocepechelon  |
|  |              |
|  | Alienochelys |
|  |              |

|  | Protostega |
|  |            |
|  | Archelon   |
|  |            |

|  | Ocepechelon  |
|  |              |
|  | Alienochelys |
|  |              |

|  | Protostega |
|  |            |
|  | Archelon   |
|  |            |

|  | Bouliachelys                                                              |
|  |                                                                           |
|  | \| \| Santanachelys \| \| \| \| \| \| Desmatochelys padillaii \| \| \| \| |
|  |                                                                           |
|  | Santanachelys                                                             |
|  |                                                                           |
|  | Desmatochelys padillaii                                                   |
|  |                                                                           |

|  | Santanachelys           |
|  |                         |
|  | Desmatochelys padillaii |
|  |                         |

|  | Bouliachelys                                                              |
|  |                                                                           |
|  | \| \| Santanachelys \| \| \| \| \| \| Desmatochelys padillaii \| \| \| \| |
|  |                                                                           |
|  | Santanachelys                                                             |
|  |                                                                           |
|  | Desmatochelys padillaii                                                   |
|  |                                                                           |

|  | Santanachelys           |
|  |                         |
|  | Desmatochelys padillaii |
|  |                         |

|  | Bouliachelys                                                              |
|  |                                                                           |
|  | \| \| Santanachelys \| \| \| \| \| \| Desmatochelys padillaii \| \| \| \| |
|  |                                                                           |
|  | Santanachelys                                                             |
|  |                                                                           |
|  | Desmatochelys padillaii                                                   |
|  |                                                                           |

|  | Santanachelys           |
|  |                         |
|  | Desmatochelys padillaii |
|  |                         |

|  | Bouliachelys                                                              |
|  |                                                                           |
|  | \| \| Santanachelys \| \| \| \| \| \| Desmatochelys padillaii \| \| \| \| |
|  |                                                                           |
|  | Santanachelys                                                             |
|  |                                                                           |
|  | Desmatochelys padillaii                                                   |
|  |                                                                           |

|  | Santanachelys           |
|  |                         |
|  | Desmatochelys padillaii |
|  |                         |

|  | Ocepechelon  |
|  |              |
|  | Alienochelys |
|  |              |

|  | Protostega |
|  |            |
|  | Archelon   |
|  |            |

|  | Ocepechelon  |
|  |              |
|  | Alienochelys |
|  |              |

|  | Protostega |
|  |            |
|  | Archelon   |
|  |            |

|  | Bouliachelys                                                              |
|  |                                                                           |
|  | \| \| Santanachelys \| \| \| \| \| \| Desmatochelys padillaii \| \| \| \| |
|  |                                                                           |
|  | Santanachelys                                                             |
|  |                                                                           |
|  | Desmatochelys padillaii                                                   |
|  |                                                                           |

|  | Santanachelys           |
|  |                         |
|  | Desmatochelys padillaii |
|  |                         |

|  | Bouliachelys                                                              |
|  |                                                                           |
|  | \| \| Santanachelys \| \| \| \| \| \| Desmatochelys padillaii \| \| \| \| |
|  |                                                                           |
|  | Santanachelys                                                             |
|  |                                                                           |
|  | Desmatochelys padillaii                                                   |
|  |                                                                           |

|  | Santanachelys           |
|  |                         |
|  | Desmatochelys padillaii |
|  |                         |

|  | Bouliachelys                                                              |
|  |                                                                           |
|  | \| \| Santanachelys \| \| \| \| \| \| Desmatochelys padillaii \| \| \| \| |
|  |                                                                           |
|  | Santanachelys                                                             |
|  |                                                                           |
|  | Desmatochelys padillaii                                                   |
|  |                                                                           |

|  | Santanachelys           |
|  |                         |
|  | Desmatochelys padillaii |
|  |                         |

|  | Bouliachelys                                                              |
|  |                                                                           |
|  | \| \| Santanachelys \| \| \| \| \| \| Desmatochelys padillaii \| \| \| \| |
|  |                                                                           |
|  | Santanachelys                                                             |
|  |                                                                           |
|  | Desmatochelys padillaii                                                   |
|  |                                                                           |

|  | Santanachelys           |
|  |                         |
|  | Desmatochelys padillaii |
|  |                         |

## Paleobiologia

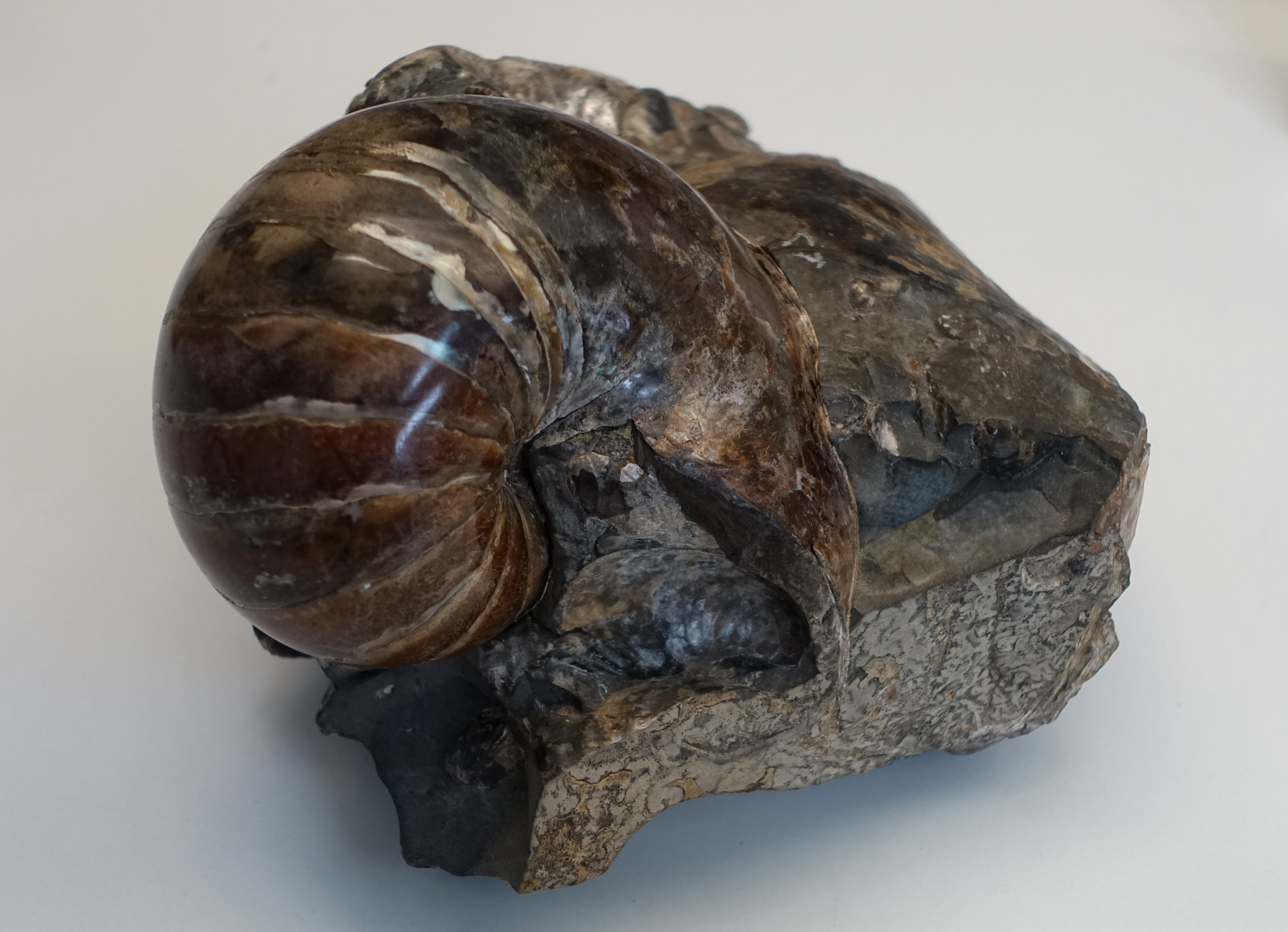
Eutrephoceras dekayi, potrebbe essere stato una delle prede di Archelon. Fossile esposto presso il Natural History Museum Nuremberg

Archelon era un carnivoro obbligato. Il grosso piastrone dell'animale indica che probabilmente trascorreva molto tempo sul fondale marino morbido e fangoso, cibandosi lentamente sul fondale. Secondo il paleontologo statunitense Samuel Wendell Williston, le fauci dell'animale erano perfettamente adattate per schiacciare e frantumare, indicando che Archelon si nutrisse di grandi molluschi a guscio duro e crostacei. Nel 1914, sempre Williston suggerì che gli abbondanti bivalvi dal guscio sottile (alcuni dei quali superavano i 120 centimetri (4 piedi) di diametro), sarebbero stati facilmente in grado di sostenere l'animale. Tuttavia, questi erano probabilmente assenti nella parte centrale del mare interno occidentale, del Campaniano inferiore. Al contrario, il becco potrebbe essere stato utilizzato per tagliare la carne, e in grado di arpionare pesci e rettili più grandi, così come creature dal corpo molle, similmente alla tartaruga liuto, come calamari e meduse. Tuttavia, è anche possibile che il becco affilato fosse usato solo in combattimento contro altri Archelon. Il nautilus Eutrephoceras dekayi è stato ritrovato in gran numero vicino ad un esemplare di Archelon e potrebbe essere stato una sua potenziale fonte di cibo. È anche possibile che Archelon si nutrisse di ciò che trovava sulla superficie dell'acqua.
Nonostante le grandi e potenti pinne Archelon aveva arti anteriori più deboli rispetto a quelli della tartaruga liuto, e quindi una minore capacità nel nuoto a propulsione. Pertanto si pensa che non frequentasse l'oceano aperto, preferendo acque poco profonde e più calme. Ciò è indicato anche dalla somiglianza tra il rapporto omero/braccio e mano/braccio di Archelon e altri cheloniidi, che presentano uno scarso sviluppo degli arti in pinne e una preferenza per l'acqua bassa. Viceversa, il grande rapporto tra pinne e carapace dei protostegidi e le dimensioni delle pinne simili a quelle della predatrice tartaruga comune (Caretta caretta), combinati con un corpo ampio, indica che queste tartarughe potessero inseguire attivamente le prede, anche se probabilmente non avrebbero potuto sostenere alte velocità. Nel complesso, Archelon potrebbe essere stato un nuotatore moderatamente buono, capace di viaggiare nell'oceano aperto.
Archelon, come altre tartarughe marine, probabilmente doveva tornare sulla terraferma per nidificare; come altre tartarughe, probabilmente scavava una fossa nella sabbia, dove deponeva diverse dozzine di uova, dopodiché ricopriva la buca ed abbandonava i piccoli che già dalla schiusa erano in grado di badare a se stessi. L'esemplare olotipo manca della pinna inferiore destra, e la ricrescita stentata di ciò che resta della pinna indica che questo evento si verificò all'inizio della sua vita. Ciò potrebbe essere stato causato dal tentativo di predazione da parte di un uccello, come Ichthyornis, mentre il cucciolo cercava di scappare verso il mare, oppure strappata dal morso di qualche grande predatore come un mosasauro o Xiphactinus, o venne schiacciata da altri adulti più grandi mentre si trovava sulla riva. Tuttavia, quest'ultima ipotesi è improbabile in quanto i giovani probabilmente non frequentano le coste durante la stagione riproduttiva. Si stima che l'esemplare "Brigitta" abbia vissuto 100 anni, e possa essere morta mentre era parzialmente ricoperta da fango, brumando, uno stato di dormienza, sul fondo dell'oceano. Tuttavia, la convinzione di vecchia data che le tartarughe marine brumano sott'acqua come le tartarughe d'acqua dolce potrebbe essere errata data l'alta frequenza con cui questi animali devono tornare in superficie per respirare.

## Paleoecologia

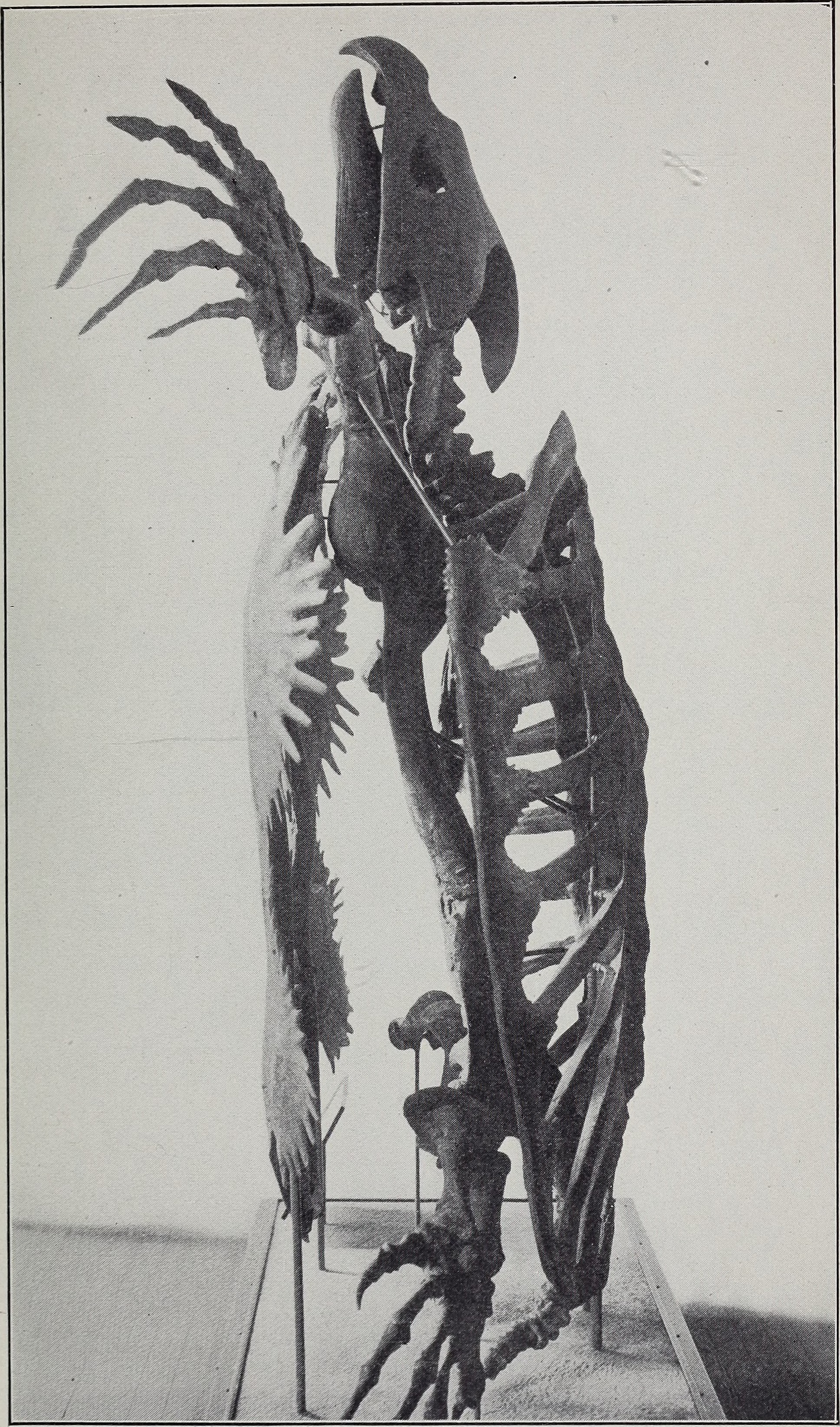
Scheletro visto in norma laterale

Archelon abitava le basse acque del Mare Interno Occidentale; il fondale marino fangoso e privo di ossigeno era probabilmente, in media, non più di 180 metri (600 piedi) sotto la superficie. Il Dakota del Cretaceo superiore era completamente sommerso nella sottoprovincia interna settentrionale, un'area caratterizzata da un clima che variava da moderato a freddo, in cui erano abbondanti plesiosauri, hesperornitiformi e mosasauri, in particolare Platecarpus. Non ci sono prove fossili della migrazione dei vertebrati tra le province settentrionali e meridionali. Sebbene gli squali fossero generalmente più comuni nella provincia meridionale, sono stati ritrovati diversi squali anche nelle Pierre Shale, tra cui Squalus, Squalicorax, Pseudocorax e Cretolamna. Altri grandi pesci predatori includono gli ichthyodectidi, come Xiphactinus. Nella stessa regione vi è un ricco assemblaggio di invertebrati, che include una grande varietà di molluschi, come le ammoniti Placenticeras placenta, Scaphites nodosus, Didymoceras e Baculites ovatus, bivalvi come il grande Inoceramus, belemniti, e nautilus.
Mentre il mare si ritirava progressivamente verso sud, è possibile che Archelon non sia riuscita a migrare con esso. La crescente minaccia alle uova e ai piccoli da parte di nuove specie marine o di mammiferi potrebbe aver portato all'estinzione dell'animale, e alla scomparsa dei giganteschi protostegidi, che sembra coincidere con la crescita nelle dimensioni dei dermochelidi. I protostegidae sono più o meno assenti nei depositi Maastrichtiani, alla fine del Cretaceo, e probabilmente si estinsero a causa del repentino raffreddamento, a cui le altre tartarughe furono in grado di sopravvivere grazie ad alcune loro capacità di termoregolazione. Tuttavia, alcuni fossili delle Pierre Shale del Kansas, di età Maastrichtiana potrebbero essersi erosi milioni di anni fa, ed è possibile che Archelon sia sopravvissuto al Maastrichtiano.

## Nella cultura di massa
Nonostante non sia un dinosauro, Archelon è ben conosciuto dal pubblico generale. La tartaruga gigante compare infatti nel documentario spinoff della BBC Mostri del mare, e nel documentario della Discovery Channel Prehistoric. Compare anche brevemente nel film Un milione di anni fa (1966).
Un Archelon di nome Archie è uno dei personaggi del cartone Alla ricerca della Valle Incantata IV - La terra delle nebbie (1995). Appare inoltre in alcuni episodi dei cartoni Il treno dei dinosauri e Dino Dan.
I Pokémon fossili di quinta generazione, Tirtouga e la sua evoluzione Carracosta sono ispirati ad Archelon.
L'animale è apparso in Jurassic World Evolution 2 nel DLC Phreistoric marine species pack. È apparso in Il pianeta preistorico nel primo episodio come adulto vivo e morto, e come cucciolo vivo.